# ミスUSA

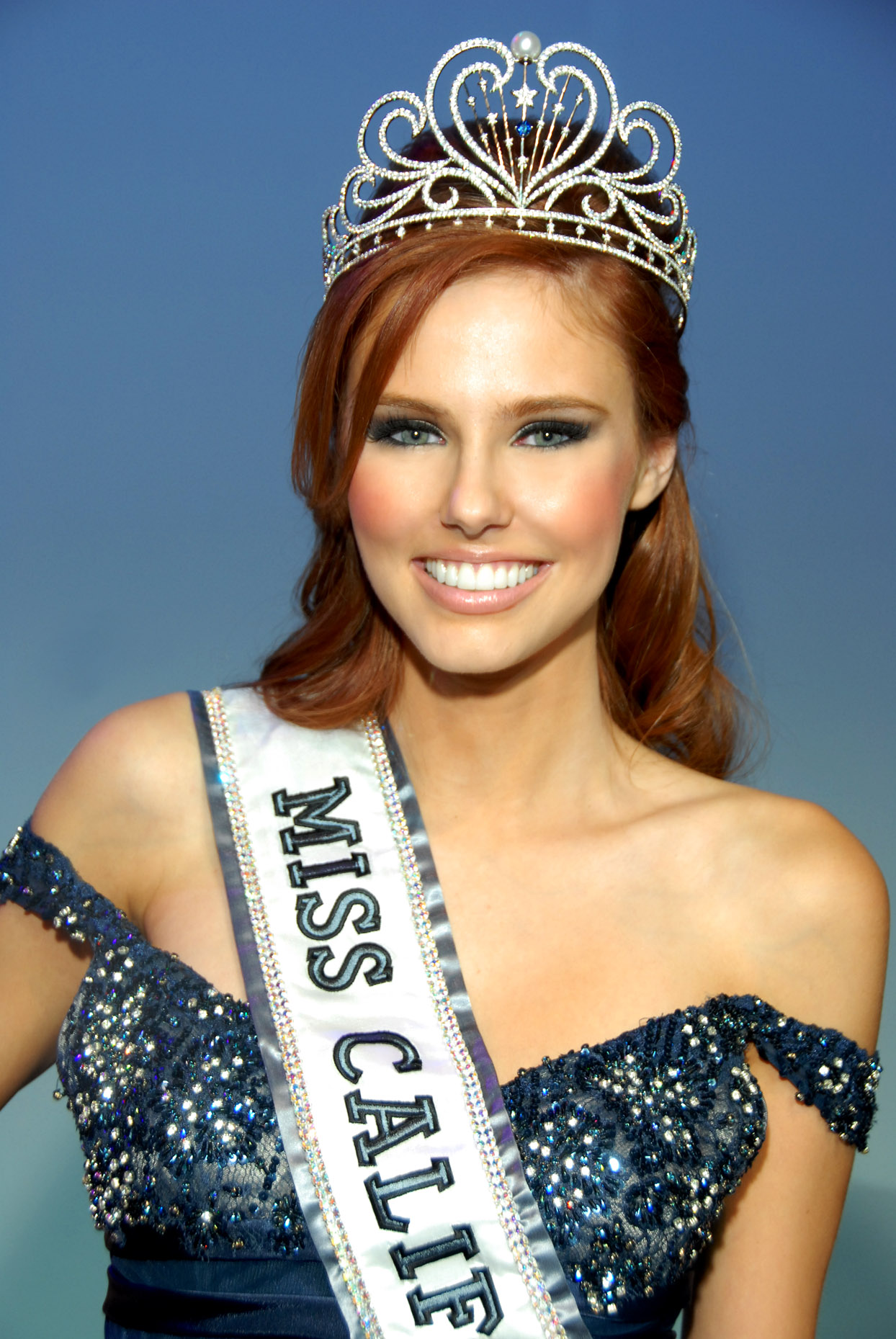
アリッサ・カンパネラ（2011年ミスUSA）

ミスUSA（Miss USA）は、毎年開催されるミス・コンテスト。ミス・ユニバースUSA代表選考会を兼ねている。全米50州とコロンビア特別区の代表51名がミスUSAを目指す。
第1回が行われたのは1952年。この年はカリフォルニア州ロングビーチで開催され、Jackie Lougheryが初代ミスUSAに輝いた。
最も多くのミスUSAを輩出している州はテキサス州で、1985年から1989年の5年連続を含め、2008年までに9人がミスUSAに輝いている。
初期はヨーロッパ系の白人のみが選ばれていた。最初のアジア系のミスUSAは1984年のMai Shanley、最初の黒人のミスUSAは1990年のCarole Gistである。
1997年にミスUSAのブルック・マヘアラニ・リーがミス・ユニバースで優勝したため、ブランディ・シャーウッドは1989年にミス・ティーンUSA、1997年にミスUSAとなり、史上唯一ミス・ティーンUSAとミスUSA双方のタイトルを持つ女性となった。
初期はスリーサイズなどの体型が重視された。1968年にワシントン州代表として参加し優勝したドロシー・アンステットは40-25-36インチ（101.6-63.5-91.4cm）という驚異的なスタイルで知られた。その後は内面重視に変わり、現在ミスUSA史上最も美しいと言われているのは、1986年にテキサス代表として参加し優勝したChristy Fichtnerである。
なお、ミスUSAは自動的にミス・ユニバース・アメリカ代表の出場権が与えられるが、そこでミス・ユニバースに輝いた場合、第2位（準ミス）が繰上げでミスUSAの任務を遂行する（ただし、初期のころはミスUSAの繰上げ処置はなく、1954年のミリアム・スティーブンソン、1956年のキャロル・モリス、1960年のリンダ・ビメントの3人は共にミスUSAとミス・ユニバースの2つの肩書きを同時に背負って活動を行っていた）。またこの大会はミス・ユニバース機構管轄のコンテストで、ミスUSAに選出されると、ミス・ユニバース、ミス・ティーンUSAと共に、各種プロモーション（慈善キャンペーンや各種公式行事）への参加などの特典が与えられる。また受賞者に貸与されるタスキ（サッシュ）はミス・ユニバースのデザインのアレンジである。

## 歴代ミスUSA
ゴシック体はミス・ユニバースに選ばれたミスUSA
| 年   | 旗                     | ミスUSA                      | 州                           | 会場                                                                 | ミス・ユニバースでの成績                                        |
| ---- | ---------------------- | ---------------------------- | ---------------------------- | -------------------------------------------------------------------- | --------------------------------------------------------------- |
| 1952 |                        | Jackie Loughery              | ニューヨーク州               | カリフォルニア州ロングビーチ                                         | 準決勝進出                                                      |
| 1953 |                        | マーナ・ハンセン             | イリノイ州                   | ロングビーチ                                                         | 2位                                                             |
| 1954 |                        | ミリアム・スティーブンソン   | サウスカロライナ州           | ロングビーチ                                                         | 優勝                                                            |
| 1955 |                        | Carlene King Johnson         | バーモント州                 | ロングビーチ                                                         | 準決勝進出                                                      |
| 1956 |                        | キャロル・モリス             | アイオワ州                   | ロングビーチ                                                         | 優勝                                                            |
| 1957 |                        | Mary Leona Gage*             | メリーランド州               | ロングビーチ                                                         | 失格                                                            |
| 1957 |                        | シャーロット・シェフィールド | ユタ州                       | ロングビーチ                                                         | 参加せず                                                        |
| 1958 |                        | アーリーン・ハウエル         | ルイジアナ州                 | ロングビーチ                                                         | 4位                                                             |
| 1959 |                        | テリー・ハンティンドン       | カリフォルニア州             | ロングビーチ                                                         | 3位                                                             |
| 1960 |                        | リンダ・ビメント             | ユタ州                       | フロリダ州マイアミビーチ                                             | 優勝                                                            |
| 1961 |                        | Sharon Brown                 | ルイジアナ州                 | マイアミビーチ                                                       | 5位                                                             |
| 1962 |                        | Macel Leilani Wilson         | ハワイ州                     | マイアミビーチ                                                       | 準決勝進出                                                      |
| 1963 |                        | Marite Ozers                 | イリノイ州                   | マイアミビーチ                                                       | 準決勝進出                                                      |
| 1964 |                        | Bobbie Johnson               | ワシントン・コロンビア特別区 | マイアミビーチ                                                       | 準決勝進出                                                      |
| 1965 |                        | Sue Ann Downey               | オハイオ州                   | マイアミビーチ                                                       | 3位                                                             |
| 1966 |                        | Maria Remenyi                | カリフォルニア州             | マイアミビーチ                                                       | 準決勝進出                                                      |
| 1967 |                        | シルヴィア・ヒッチコック     | アラバマ州                   | マイアミビーチ                                                       | 優勝                                                            |
| 1967 |                        | Cheryl Patton                | フロリダ州                   | マイアミビーチ                                                       |                                                                 |
| 1968 |                        | ドロシー・アンステット       | ワシントン州                 | マイアミビーチ                                                       | 5位                                                             |
| 1969 |                        | Wendy Dascomb                | バージニア州                 | マイアミビーチ                                                       | 準決勝進出                                                      |
| 1970 |                        | デボラ・シェルトン           | バージニア州                 | マイアミビーチ                                                       | 2位                                                             |
| 1971 |                        | Michele McDonald             | ペンシルベニア州             | マイアミビーチ                                                       | 準決勝進出                                                      |
| 1972 |                        | Tanya Wilson                 | ハワイ州                     | プエルトリコ、ドラド                                                 | 準決勝進出                                                      |
| 1973 |                        | Amanda Jones                 | イリノイ州                   | ニューヨーク州ニューヨーク                                           | 2位                                                             |
| 1974 |                        | Karen Morrison               | イリノイ州                   | ニューヨーク州ナイアガラフォールズ                                   | 準決勝進出                                                      |
| 1975 |                        | Summer Bartholomew           | カリフォルニア州             | ニューヨーク州ナイアガラフォールズ                                   | 3位                                                             |
| 1976 |                        | Barbara Peterson             | ミネソタ州                   | ニューヨーク州ナイアガラフォールズ                                   | 決勝進出ならず                                                  |
| 1977 |                        | Kimberly Tomes               | テキサス州                   | サウスカロライナ州チャールストン                                     | 準決勝進出                                                      |
| 1978 |                        | Judi Anderson                | ハワイ州                     | サウスカロライナ州チャールストン                                     | 2位                                                             |
| 1979 |                        | Mary Therese Friel           | ニューヨーク州               | ミシシッピ州ビロクシ                                                 | 準決勝進出                                                      |
| 1980 |                        | ショーン・ウェザリー         | サウスカロライナ州           | ミシシッピ州ビロクシ                                                 | 優勝                                                            |
| 1980 |                        | Jineane Ford                 | アリゾナ州                   | ミシシッピ州ビロクシ                                                 |                                                                 |
| 1981 |                        | Kim Seelbrede                | オハイオ州                   | ミシシッピ州ビロクシ                                                 | 準決勝進出                                                      |
| 1982 |                        | Terri Utley                  | アーカンソー州               | ミシシッピ州ビロクシ                                                 | 5位                                                             |
| 1983 |                        | Julie Hayek                  | カリフォルニア州             | テネシー州ノックスビル                                               | 2位                                                             |
| 1984 |                        | マイ・シャンレイ             | ニューメキシコ州             | フロリダ州レイクランド                                               | 準決勝進出                                                      |
| 1985 |                        | ローラ・ハリング             | テキサス州                   | フロリダ州レイクランド                                               | 準決勝進出                                                      |
| 1986 |                        | Christy Fichtner             | テキサス州                   | フロリダ州マイアミ                                                   | 2位                                                             |
| 1987 |                        | Michelle Royer               | テキサス州                   | ニューメキシコ州アルバカーキ                                         | 3位                                                             |
| 1988 |                        | コートニー・ギブス           | テキサス州                   | テキサス州エルパソ                                                   | トップ10 準決勝進出                                             |
| 1989 |                        | Gretchen Polhemus            | テキサス州                   | アラバマ州モービル                                                   | 3位                                                             |
| 1990 |                        | Carole Gist                  | ミシガン州                   | カンザス州ウィチタ                                                   | 2位                                                             |
| 1991 |                        | ケリ・マッカーティ           | カンザス州                   | カンザス州ウィチタ                                                   | トップ6 決勝進出                                                |
| 1992 |                        | Shannon Marketic             | カリフォルニア州             | カンザス州ウィチタ                                                   | トップ10 準決勝進出                                             |
| 1993 |                        | ケニア・ムーア               | ミシガン州                   | カンザス州ウィチタ                                                   | トップ6 決勝進出                                                |
| 1994 |                        | Lu Parker                    | サウスカロライナ州           | テキサス州サウス・パドレ・アイランド                                 | トップ6 決勝進出                                                |
| 1995 |                        | チェルシー・スミス           | テキサス州                   | テキサス州サウス・パドレ・アイランド                                 | 優勝                                                            |
| 1995 |                        | シャナ・モークラー           | ニューヨーク州               | テキサス州サウス・パドレ・アイランド                                 |                                                                 |
| 1996 |                        | アリ・ランディー             | ルイジアナ州                 | テキサス州サウス・パドレ・アイランド                                 | トップ6 決勝進出                                                |
| 1997 |                        | ブルック・マヘアラニ・リー   | ハワイ州                     | ルイジアナ州シュリーブポート                                         | 優勝                                                            |
| 1997 |                        | ブランディ・シャーウッド     | アイダホ州                   | ルイジアナ州シュリーブポート                                         |                                                                 |
| 1998 |                        | Shawnae Jebbia               | マサチューセッツ州           | ルイジアナ州シュリーブポート                                         | トップ5 決勝進出                                                |
| 1999 |                        | Kimberly Pressler            | ニューヨーク州               | ミズーリ州ブランソン                                                 | 決勝進出ならず                                                  |
| 2000 |                        | Lynnette Cole                | テネシー州                   | ミズーリ州ブランソン                                                 | トップ5 決勝進出                                                |
| 2001 |                        | Kandace Krueger              | テキサス州                   | インディアナ州ゲーリー                                               | 3位                                                             |
| 2002 |                        | Shauntay Hinton              | コロンビア特別区             | インディアナ州ゲイリー                                               | 決勝進出ならず                                                  |
| 2003 |                        | スージー・カスティロ         | マサチューセッツ州           | テキサス州サンアントニオ                                             | トップ15 準決勝進出                                             |
| 2004 |                        | シャンディ・フィネッセー     | ミズーリ州                   | カリフォルニア州ロサンゼルス、コダック・シアター                     | 2位                                                             |
| 2005 |                        | チェルシー・クーリイ         | ノースカロライナ州           | メリーランド州ボルチモア                                             | トップ10 決勝進出                                               |
| 2006 |                        | タラ・コナー                 | ケンタッキー州               | メリーランド州ボルチモア、ファースト・マリナー・アリーナ             | 5位                                                             |
| 2007 |                        | レイチェル・スミス           | テネシー州                   | カリフォルニア州ロサンゼルス、コダック・シアター                     | 5位                                                             |
| 2008 |                        | クリストル・スチュワート     | テキサス州                   | ネバダ州ラスベガス、プラネット・ハリウッド・リゾート・アンド・カジノ | トップ10 決勝進出                                               |
| 2009 |                        | クリステン・ダルトン         | ノースカロライナ州           | ネバダ州ラスベガス                                                   | トップ10 決勝進出                                               |
| 2010 |                        | リマ・ファキ                 | ミシガン州                   | ネバダ州ラスベガス                                                   | 決勝進出ならず                                                  |
| 2011 |                        | アリッサ・カンパネラ         | カリフォルニア州             | ネバダ州ラスベガス                                                   | トップ16                                                        |
| 2012 |                        | オリビア・カルポ             | ロードアイランド州           | ネバダ州ラスベガス                                                   | 優勝                                                            |
| 2012 |                        | ナナ・メリウェザー           | メリーランド州               | ネバダ州ラスベガス                                                   |                                                                 |
| 2013 |                        | エリン・ブラディ             | コネチカット州               | ネバダ州ラスベガス                                                   | トップ10                                                        |
| 2014 |                        | ニーナ・サンチェス           | ネバダ州                     | ルイジアナ州バトンルージュ                                           | 第2位                                                           |
| 2015 | オクラホマ州の旗       | オリビア・ジョーダン         | オクラホマ州                 | ルイジアナ州バトンルージュ                                           | 第3位                                                           |
| 2016 | コロンビア特別区の旗   | デショーナ・バーバー         | コロンビア特別区             | ネバダ州ラスベガス                                                   | トップ9                                                         |
| 2017 | コロンビア特別区の旗   | カーラ・マカラ               | コロンビア特別区             | ネバダ州ラスベガス                                                   | トップ10                                                        |
| 2018 | ネブラスカ州の旗       | セーラ・ローズ・サマーズ     | ネブラスカ州                 | ルイジアナ州シュリーブポート                                         | トップ20                                                        |
| 2019 | ノースカロライナ州の旗 | チェスリー・クリスト         | ノースカロライナ州           | ネバダ州リノ                                                         | トップ10                                                        |
| 2020 | ミシシッピ州の旗       | アシャ・ブランチ             | ミシシッピ州                 | テネシー州                                                           | トップ21                                                        |
| 2021 | ケンタッキー州の旗     | エル・スミス                 | ケンタッキー州               | オクラホマ州タルサ                                                   | トップ10                                                        |
| 2022 | テキサス州の旗         | ロボニー・ガブリエル         | テキサス州                   | ネバダ州リノ                                                         | 優勝                                                            |
| 2022 | ノースカロライナ州の旗 | モーガン・ロマーノ           | ノースカロライナ州           | ネバダ州リノ                                                         |                                                                 |
| 2023 | ユタ州の旗             | ノエリア・ボイト（辞退）     | ユタ州                       | ネバダ州リノ                                                         | トップ20                                                        |
| 2023 | ハワイ州の旗           | サバンナ・ガンキェヴィッツ   | ハワイ州                     |                                                                      | 本戦は2位であったが、ボイトの辞退により24年5月15日ミスUSAに戴冠 |
| 2024 | ミシガン州の旗         | アルマ・クーパー             | ミシガン州                   | カリフォルニア州ロサンゼルス                                         |                                                                 |